# Adams (automobilismo)
Adams è stato un costruttore americano di auto da corsa presente nelle gare statunitensi dagli anni trenta ai primi anni cinquanta.
La scuderia venne fondata da Clyde Adams nel 1932 e partecipò alla 500 Miglia di Indianapolis fino al 1950. Tra il 1950 e il 1960 la 500 Miglia di Indianapolis faceva parte del Campionato mondiale di Formula 1, per questo motivo la Adams ha all'attivo anche un gran premio in Formula 1.

## Risultati in Formula 1
| Anno | Vettura | Motore         | Gomme | Piloti   |  |  |     |  |  |  |  | Punti | Pos. |
| ---- | ------- | -------------- | ----- | -------- |  |  | --- |  |  |  |  | ----- | ---- |
| 1950 | Adams   | Offenhauser L4 | F     | Cantrell |  |  | Rit |  |  |  |  | 0     | -    |
| 1950 | Adams   | Offenhauser L4 | F     | Levrett  |  |  | Rit |  |  |  |  | 0     | -    |

| Legenda | 1º posto     | 2º posto | 3º posto    | A punti         | Senza punti/Non class.  | Grassetto – Pole position Corsivo – Giro più veloce |
| Legenda | Squalificato | Ritirato | Non partito | Non qualificato | Solo prove/Terzo pilota | Grassetto – Pole position Corsivo – Giro più veloce |